# Bosnia y Herzegovina en los Juegos Paralímpicos de Sídney 2000
Bosnia y Herzegovina estuvo representada en los Juegos Paralímpicos de Sídney 2000 por trece deportistas masculinos.

## Medallistas
El equipo paralímpico bosnio obtuvo las siguientes medallas:
| Nombre | Deporte          | Evento           |
| --- | ---------------- | ---------------- |
| Oro |                  |                  |
| — |                  |                  |
| Plata |                  |                  |
| Nevzet Alić Fikret Čaušević Abid Čišija Sabahudin Delalić Ismet Godinjak Dževad Hamzić Edin Ibraković Zikret Mahmić Adnan Manko Asim Medić Ševko Nuhanović Nedžad Salkić | Voleibol sentado | Torneo masculino |
| Bronce |                  |                  |
| — |                  |                  |